# Aiko (czeska piosenkarka)
Aiko, właśc. Alona Szyrmanowa-Kostiebiełowa (ros. Алёна Ширманова-Костебелова; ur. 26 grudnia 1999 w Moskwie) – czeska piosenkarka i autorka tekstów piosenek pochodzenia rosyjskiego. Reprezentantka Czech w 68. Konkursie Piosenki Eurowizji (2024).

## Życiorys
Urodziła się i spędziła pierwsze lata swojego życia w Moskwie, stolicy Rosji, skąd w dzieciństwie przeprowadziła się z rodzicami do miasta Karlowe Wary w Czechach. Przez pewien okres mieszkała w Pradze i w Londynie, gdzie również studiowała. W 2015 roku wzięła udział w czesko-słowackiej odsłonie programu Idol. Aktualnie mieszka w Brighton, mieście w Wielkiej Brytanii. Wydała swój debiutancki album, Aiko, w 2018 roku, a dwa lata później swój drugi album pt. Expiration Date. Jej trzeci album, Fortune's Child, miał premierę w 2023 roku.
W grudniu 2023 z piosenką „Pedestal”, która znalazła się na jej albumie Fortune's Child, zwyciężyła w finale programu ESCZ 2024, uzyskując tym samym prawo do reprezentowania Czech w 68. Konkursie Piosenki Eurowizji w Malmö.

## Dyskografia

### Albumy
| Rok  | Album                                                                                               |
| ---- | --------------------------------------------------------------------------------------------------- |
| 2018 | Aiko - Wydany: 25 sierpnia 2018 - Format: streaming, digital download                               |
| 2020 | Expiration Date - Wydany: 17 lipca 2020 - Format: streaming, digital download                       |
| 2023 | Fortune's Child - Wydany: 13 października 2023 - Format: streaming, digital download                |
| 2024 | Aikonic - Wydany: 28 czerwca 2024 - Wytwórnia: 420 Production - Format: streaming, digital download |

### Single

#### Jako główna artystka
| Rok  | Tytuł                           | Album           |
| ---- | ------------------------------- | --------------- |
| 2020 | „Hunt”                          | Expiration Date |
| 2021 | „Power”                         | Fortune's Child |
| 2021 | „Daughter of the Sun”           | Fortune's Child |
| 2021 | „Gemini”                        | Fortune's Child |
| 2022 | „Alter Ego”                     | –               |
| 2022 | „I Want to Be Perfect”          | –               |
| 2022 | „Restless” (gościnnie: Boy Jr.) | Fortune's Child |
| 2023 | „Instincts”                     | –               |
| 2023 | „Lucky Streak”                  | Fortune's Child |
| 2023 | „Pedestal”                      | Fortune's Child |
| 2024 | „White Flag”                    | Aikonic         |
| 2024 | „Hunger” (gościnnie: Teya)      | Aikonic         |

#### Z gościnnym udziałem
| Rok  | Tytuł                                     | Album |
| ---- | ----------------------------------------- | ----- |
| 2023 | „Why Don't You” (Ivo Blahunek feat. Aiko) | –     |